# Иван Цеков (депутат)
Вижте пояснителната страница за други личности с името Иван Цеков.
Иван Цеков Тодоров е български политик, депутат в III велико народно събрание в Свищов (1886–1887 г.), кмет на Кутловица през периода (1883–1886 г.)

## Биография
Неговият род е от преселници от Тетевенско, които избягват в с. Мала Кутловица поради преследвания на турците. Днес е запазена неговата къща, в която той е имал кръчма. Семейството му има двама сина и една дъщеря, синът му Мито е бил кмет на Мала Кутловица през 1923 г. Занимавал се е със земеделие, бил е бирник, оттогава има запазена данъчна книга на общината при неговите наследници. Имал е къща и в Кутловица, до Бодурците, където по-късно е построена жп линия. Умира около 1892 не много възрастен, когато синът му Тодор е на три години.

## Политическа дейност
На 10 април 1883 г. са проведени избори за общински съвети, в резултат на които в Кутловска община е избран за кмет, а за негов помощник Георги Назарчев. Като изявен общественик, кметът е в центъра на всички по-значими обществено-политически прояви в общината през този период. През 1883 г. селището е посетено от известния чешки учен Константин Иречек, който прави описание на римската крепост и на турската джамия, а по-късно установява за първи път името на древноримския град тук – Муниципиум Монтанензиум. В 1884 г. в местното училище е открит първи прогимназиален клас, а в следващите години – втори и трети клас. На 8 септември 1885 г. в Кутловица е свикан митинг по случай Съединението на Княжество България с Източна Румелия и е изказана подкрепа на княз Александър Батенберг и на правителството. Съставен е комитет за събиране на помощи за делото на национално обединение и е изпратена резолюция до княза от името на 1150 участници в митинга. През 1886 г. е организирано първото театрално представление по почин на учителите в прогимназията в кръчмата на Коста Чипровчанина.
След кметския мандат (1883–1886 г.), на 28 септември 1886 г. е избран за народен представител в Кутловска околия в III велико народно събрание (1886–1887 г.). За дейността му като депутат свидетелства Указ на княз Фердинанд от 14 февруари 1888 г. за награждаването му с медал „Кръст за спомен“ – златен с емайл, учреден по повод на първата годишнина от възкачването на Фердинанд I на българския престол и първото му стъпване на българска земя – 1887 г.
 През 1887 г. е избран за кмет в родното си село Мала Кутловица, където остава до 7 март 1890 г.